# Nizina Nadwiślańska
Nizina Nadwiślańska (512.41) (Dolina Wisły) – mezoregion fizycznogeograficzny w południowej Polsce, północno-zachodnia część Kotliny Sandomierskiej, na pograniczu Wyżyny Małopolskiej i Podkarpacia Północnego. 
Graniczy od zachodu i północnego zachodu z Rowem Skawińskim, Pomostem Krakowskim, Płaskowyżem Proszowickim, Doliną Nidy, Niecką Solecką, Garbem Pińczowskim, Niecką Połaniecką i Pogórzem Szydłowskim, od północy z Wyżyną Sandomierską, Małopolskim Przełomem Wisły, Wzniesieniami Urzędowskimi i Równiną Biłgorajską, od wschodu z Doliną Dolnego Sanu i Równiną Tarnobrzeską, od południa z Doliną Dolnej Wisłoki, Płaskowyżem Tarnowskim, Pogórzem Rożnowskim, Podgórzem Bocheńskim i Pogórzem Wielickim.
Region jest szeroką doliną w górnym biegu Wisły, ciągnącą się od Krakowa po Zawichost. Region obejmuje również dolinę dolnego Dunajca i przebiega przez niego końcowy odcinek rzeki Wisłoki. Nizina Nadwiślańska składa się z trzech tarasów: tarasu zalewowego, wyższego tarasu piaszczystego (częściowo zwydmionego) oraz tarasu przykrytego lessem. Główne miejscowości to: Kraków, Niepołomice, Nowe Brzesko, Tarnów, Nowy Korczyn, Szczucin, Mielec, Baranów Sandomierski, Sandomierz i Zawichost.